# Lukas Kloucek
Lukas Kloucek is een Tsjechische veldrijder, die sinds 2008 uitkomt voor Sunweb-ProJob. Bij de junioren behaalde Kloucek in 2005 de bronzen medaille op het Tsjechisch Kampioenschap Tijdrijden voor junioren. In 2007, op het EK Cyclocross bij de beloften behaalde hij een bronzen stek. Bij de elite behaalde tot nog toe enkel een derde plaats op het Tsjechisch kampioenschap cyclocross in 2008.

## Overwinningen
Veldritseizoen 2006-2007
- Holé Vrchy (C2 cyclocross)
- Mníchova Lehota (C2 cyclocross)
- Hlinsko (C2 cyclocross)

## Belangrijke uitslagen
- Brons NK Tijdrijden Junioren 2005
- Brons EK Cyclocross beloften 2007
- Brons NK Cyclocross elite 2008
- Brons NK Cyclocross beloften 2009

## Ploegen
- 2007: Sunweb-ProJob
- 2008: Sunweb-ProJob
- 2009: Sunweb-Projob Cycling Team
- 2010: Sunweb-Revor

Debusschere · Eeckhout · Geluykens · Kloucek · Page · Schoonacker · Van Compernolle · Van Dael · Van Der Linden · Vanthourenhout · Vantornout · Verstraeten
Beelen · Bossuyt · Eeckhout · Eising · Kloucek · Polnický · Schoonacker · Van Compernolle · Van Dael · van den Brand · Vanthourenhout · Vantornout · Vernaeckt
Beelen · Boden · Bossuyt · Braet · De Clercq · Eeckhout · Eising · Kloucek · Polnický · Van Compernolle · Van Dael · van den Brand · Vanthourenhout · Vantornout · Vernaeckt · Zlámalík